# Виданово
Вида́ново — село в Николаевском районе Хабаровского края. Входит в состав Нигирского сельского поселения. Расположено на берегу Амурского лимана.

## Население
| 1992 | 2002 | 2010 | 2011 | 2012 | 2021 |
| ---- | ---- | ---- | ---- | ---- | ---- |
| 193  | ↘90  | ↘39  | →39  | ↘38  | ↘18  |

## Экономика
В период строительства материковой части проекта Сахалин-1 в посёлке размещался городок строителей ООО СМУ-4 (Уфа).